# Steve Ballmer
Steven Anthony Ballmer (Detroit (Michigan), 24 de març de 1956) és un empresari estatunidenc que va dirigir Microsoft des del gener del 2000 fins al febrer de 2014. El 23 d'agost de 2013 es va anunciar que deixaria el càrrec al cap de dotze mesos. El 4 de febrer de 2014, Ballmer va plegar, quan es va anunciar que Satya Nadella passava a ser el nou CEO, amb efectes immediats.
El maig de 2014 comprà la franquícia NBA de Los Angeles Clippers per 2.000 milions de dòlars, pagats a Donald Sterling.